# Нове Полесе (Мазовецьке воєводство)
Нове Полесе (пол. Nowe Polesie) — село в Польщі, у гміні Леонцин Новодворського повіту Мазовецького воєводства.
Населення — 318 осіб (2011).
У 1975-1998 роках село належало до Варшавського воєводства.

## Демографія
Демографічна структура станом на 31 березня 2011 року:
|          | Загалом | Допрацездатний вік | Працездатний вік | Постпрацездатний вік |
| -------- | ------- | ------------------ | ---------------- | -------------------- |
| Чоловіки | 157     | 34                 | 105              | 18                   |
| Жінки    | 161     | 27                 | 98               | 36                   |
| Разом    | 318     | 61                 | 203              | 54                   |